# خبجه
خبجه (به لهستانی:  Chebdzie) یک روستا در لهستان است که در گمینا موسکوژو واقع شده‌است. خبجه ۱۶۹ نفر جمعیت دارد.